# 滇鱷屬
滇鱷屬（學名：Dianosuchus）是種已滅絕鱷形超目動物，是原鱷科的一屬，化石被發現於中國雲南省祿豐組的下層，地質年相當於侏羅紀早期的錫內穆階。與其他原鱷類相比，滇鱷的口鼻部相當平坦。滇鱷的牙齒呈圓錐狀、缺乏鋸齒狀邊緣，眶前孔非常小。

## 外部連結
- Dianosuchus （页面存档备份，存于） Paleobiology Database